# Invasão Skrull
Invasão Skrull ou Invasão Secreta, (no original, Secret Invasion) é uma minissérie de banda desenhada da Marvel Comics. Lançada em 2008, sucedeu à Guerra Civil. Possui roteiros de Brian Michael Bendis e arte de Leinil Francis Yu. As repercussões do evento deram origem a fase conhecida como Reinado Sombrio.

## História da publicação
O escritor Brian Michael Bendis declarou em entrevistas que a motivação para a invasão é a destruição do Império Skrull na saga Aniquilação. Bendis disse que os Skrulls acreditam que a Terra "é religiosamente e legitimamente deles" e que há sugestões sobre a trama colocada na série limitada Guerra Secreta, e na primeira edição do título Novos Vingadores. A série limitada concluiu o enredo e foi, de acordo com Bendis, "um fim inabalável".

## Sinopse
A raça de conquistadores alienígenas conhecidos como skrulls passou décadas se infiltrando neste mundo. Eles usaram sua capacidade de metamorfosear sua aparência para se esgueirar até os escalões mais altos do governo, das forças armadas e até mesmo da comunidade super-heroica. As capacidades skrulls desafiam toda e qualquer detecção mística ou tecnológica. Por anos eles planejaram o seu mais ousado e massivo plano de conquista da Terra. Irmão se volta contra irmão e herói contra herói enquanto os alienígenas usam seus postos de poder para confundir a todos e lançar uma ofensiva maciça para conquistar a Terra.

## Publicação no Brasil
Foi publicada em 2009 no Brasil pela Panini Comics em oito volumes, e três anos depois foi relançada em formato luxuoso. Em 2014 foi publicado um encadernado capa dura contendo as histórias dos Novos Vingadores que se relacionam com a saga. Invasão Secreta também foi republicada como parte da Coleção Oficial de Graphic Novels da Marvel, lançada pelo Editorial Salvat, sendo o 55° volume lançado. A Panini lançou outro encadernado de luxo relacionado à minissérie, intitulado Capitão Marvel: Invasão Secreta, em 2016.